# Guarea gentryi
Guarea gentryi är en tvåhjärtbladig växtart som beskrevs av Coronado. Guarea gentryi ingår i släktet Guarea och familjen Meliaceae. Inga underarter finns listade i Catalogue of Life.